# Swiftweasel
Swiftweasel è un web browser libero ed open source derivato dal più famoso Mozilla Firefox. Utilizza la licenza MPL 1.1 ed è ottimizzato per diverse architetture, anche se utilizzabile solo su Linux. Tutti i temi, estensioni e i plugins di Mozilla Firefox sono pienamente compatibili con Swiftweasel.
L'ultimo aggiornamento del software è del 2 gennaio 2010. A tuttora, il progetto risulta essere abbandonato.

## Ottimizzazione
Swiftweasel, a differenza di Firefox, è ottimizzato per il processore in uso sul proprio pc. Per fare questo, viene compilato in modo da preferire la velocità alle dimensioni del codice binario. Per esempio, Swiftweasel è compilato usando l'opzione -O3 (che è per la velocità) mentre Firefox con -Os (che è per la grandezza del codice binario).
Le architetture ottimizzate sono le seguenti:
- Intel 32bit: Pentium 4, Pentium 3, Pentium M, Pentium 3M, Pentium II, Prescott.
- Intel 64bit: Nocona
- AMD: Athlon XP, Athlon, AMD K6-2, Athlon.
- AMD64: Athlon 64, Opteron

Swiftweasel viene compilato utilizzando una versione più recente del compilatore GCC: Firefox 2.0 usa la versione 3.3.2, mentre Swiftweasel 2.0 usa la versione 4.0.3.

## Estensioni preinstallate
Swiftweasel ha alcune estensioni preinstallate
- XForms
- Adblock Plus
- User Agent Switcher, su chrispederick.com.
- Quick Locale Switcher, su captaincaveman.nl (archiviato dall'url originale il 17 gennaio 2008).

## Differenze con Firefox
Swiftweasel differisce da Firefox per qualche aspetto.
- Le icone di default sono state rimpiazzate con il set di icone Kempelton
- Swiftweasel usa delle proprie cartelle per i vari settaggi. Al primo avvio Swiftweasel copia tutti i settaggi, segnalibri, cronologia e estensioni da Mozilla Firefox
- I plugin archiviati in /lib/mozilla/plugins e /lib/firefox/plugins vengono rilevati ed utilizzati da Swiftweasel

## Swiftdove
Il progetto Swiftweasel crea anche un client email ottimizzato per architetture a 32 e 64bit basato su Thunderbird. Swiftdove include il plugin Lightning di default.